# Alapítvány-trilógia
Az Alapítvány-trilógiát alkotó három könyv Isaac Asimov, a világhírű sci-fi-író egyik legsikeresebb művének számít. Három tagja, az Alapítvány, az Alapítvány és Birodalom és a Második Alapítvány napjainkig töretlen népszerűségnek örvend.

## Keletkezése

### Az alapötlet
A Galaktikus Birodalom ötlete 1941. augusztus 1-jén született meg Asimovban. Ahogy ő írja, éppen egy találkozóra készült John W. Campbell-lel, az Astounding Science Fiction magazin főszerkesztőjével egy új novella megjelentetése kapcsán. Hogy ötleteket gyűjtsön a találkozóra, a nála lévő Gilbert & Sullivan könyvet lapozgatta. Ebben a könyvben látott egy képet, mely elindított benne egy gondolatmenetet egy hatalmas űrbéli birodalomról és annak bukásáról. Asimov elmondta ötletét Campbell-nek, akire átragadt a lelkesedés, és egy óra múltával már kidolgozták az Alapítvány-univerzum alapjait. Úgy tervezték, Asimov egy sor rövidebb történetben mutatja majd be az Első és a Második Galaktikus Birodalom közötti ezeréves interregnumot. Asimov – többek között Edward Gibbon „A Római Birodalom hanyatlásának és bukásának története” c. könyvének hatására – a Galaktikus Birodalmat jelentős mértékben a Római Birodalomra alapozta.

### Astounding Science Fiction
1941. augusztus 11-én kezdte el megírni az első történetet, melynek a „Foundation” (Alapítvány) címet adta – ez lett később Az enciklopédisták. Ebben írta le, hogyan hozta létre Hari Seldon és csoportja az Alapítványokat, hogy aztán a pszichohistória tudományával irányítsák történelmüket. Szeptember 8-án fejezte be a novella írását, és – hogy megbizonyosodjon Campbell szándékáról – úgy fejezte be azt, hogy nyitva hagyta a cselekményszálat egy következő történet számára. A második történetet – eredeti címén „Bridle and Saddle” (Nyereg és kantár), a későbbi A polgármesterek – október 24-én kezdte el írni, azonban rájött, hogy túl elhamarkodottan kezdett bele az Alapítvány-sorozatba, és elment a kedve a folytatástól. Ebből az állapotból Fred Pohllal való (november másodikai) találkozása zökkentette ki.
A „Foundation” az Astounding Science Fiction 1942. májusi számában jelent meg, a folytatás, a „Bridle and Saddle” pedig a júniusiban. Itt egy kis szünet következett, a következő történet csak 1944. augusztusi számban jelent meg. Ez a „The Big and the Little” címet viselte (A kicsi és a nagy) – a későbbi A kalmárfejedelmek. Ezt követte 1944 októberében a „The Wedge” (Az ék, a későbbi A kereskedők), melyet az író Campbell személyes kérésére írt. 1944. február 3-án Campbell küldött egy levelet Asimovnak, melyben arra kérte, írjon további Alapítvány-történeteket, és különösen buzdította arra, hogy írjon a „The Big and the Little”-ben megismert kereskedőkről. A főszerkesztő április 11-én fogadta el a novellát. 1945 áprilisában jelent meg a „Dead Hand” (Halott kéz, a későbbi A generális). Ezek megírásakor Asimov a philadelphiai haditengerészeti bázison dolgozott, ahol egyik kollégája kölcsönadta neki Arnold Toynbee A Study of History című könyvét. Toynbee elmélete szerint minden civilizáció történelme – leszámítva persze a jelentéktelen különbözőségeket – egy előre meghatározott, szigorú mintát követ. Mikor Asimov belekezdett a „Dead Hand” írásába, erősen a könyv hatása alatt volt, ami érződik is a történet megoldásán. 
A szereplők – a generális, aki a Birodalom erejével támad a jelentéktelen erőkkel rendelkező és felkészületlen Alapítványra, vagy a kereskedő, aki csellel és ármánykodással kívánja elérni a háború befejezését – végül kudarcot vallanak a pszichohistória, az előre megtervezett történelem erejével szemben, egyéni akcióik és döntéseik mit sem számítanak Hari Seldon „halott keze” ellenében. Az író ekkori elméleteiről talán úgy alkothatunk legjobban fogalmat, ha odafigyelünk a vén birodalmi patrícius – és amatőr pszichohistorikus – Ducem Barr szavaira, aki a történelem szükségszerűségeiről beszél Bel Riose tábornoknak és Lathan Deversnek. A novellát egy Campbellnél tett látogatása alkalmával adta le 1944. augusztus 21-én, aki 25-én el is fogadta azt. Asimov hamarosan kikerült Toynbee könyvének befolyása alól, elméleteit több helyen hiányosnak és helytelennek találta. A sorozat következő, és egyben leghosszabb darabját, a „The Mule”-t (Az Öszvér), mely több mint 50 000 szóból állt, 1945. január 26-án kezdte írni, s ez már azzal foglalkozik, hogyan lehet kisiklatni előre nem látott tényezőkkel, váratlanul felbukkanó változásokkal a pszichohistóriát. Ezt hossza miatt az Astounding magazin két részben közölte a novemberi és decemberi számokban. Ezek megjelenésekor Asimov már a hadseregben szolgált.
Ebben az időszakban egy időre szüneteltette az Alapítvány-novellák írását. Még ebben az évben megszületett a „Blind Alley” (Zsákutca) című műve, melyhez az Alapítvány-univerzum Galaktikus Birodalmát, egészen pontosan annak egy fiatalabb változatát használta, ám ekkoriban visszatért robottörténeteihez, és inkább pozitronikus teremtményeinek világát bővítette tovább. 1945. november 1-jén aztán besorozták, és szolgálati ideje alatt mindössze egyetlen robotnovellát tudott írni, mely az „Evidence” (Bizonyíték) címet kapta.
Leszerelése után, 1946 novemberében kezdte el írni a „Now You See It…” című novellát (Most látod…; a későbbi Az Öszvér keresi a Második Alapítványt), mely az 1948. januári számban jelent meg. Asimov ezzel a résszel kívánta befejezni Alapítvány-történeteit, és az eredeti verzió végén eloszlatta a Második Alapítványt övező homályt és elárulta annak hollétét. Campbell azonban meggyőzte, hogy változtassa meg a történetét és írjon még egy, utolsó részt. Így készült el, utolsónak az Astounding-ban megjelent novellák közül az „…And Now You Don't” (…Most pedig nem, a későbbi Az Alapítvány keresi a Második Alapítványt), amelyet a magazin egy háromrészes sorozatban közölt le, az 1949. novemberi, decemberi, valamint az 1950. januári számokban. Hossza nagyjából megegyezik a „The Mule” hosszával, és Asimov 1948. október 16-ától 1949. március 29-éig dolgozott rajta. Campbell március 21-én fogadta el.

### AGnome Press
Ebben az időben Asimov a Bostoni Egyetemen biokémiát hallgatott, ekkoriban adták ki első könyvét, és magában lezárta az Alapítvány-történeteket. 8 év után a sorozat kilenc történetből állt, összesen több mint 220 000 szóval, és 3641 dollárt keresett velük. 1950-ben azonban, az első keményfedeles sci-fi könyvek megjelenésekor úgy gondolta, kiadhatná könyvben a novellákat. Miután két nagyobb kiadó – a Doubleday és a Little-Brown – is visszautasította, egy éppen beinduló kis vállalkozás, a Gnome Press vásárolta meg a sorozatot és három könyvben adta ki azt. Asimov 1949. december 28-án találkozott először a Gnome Press igazgatójával, Martin Greenberggel, a robotnovellák kiadása kapcsán. Ekkor írta meg – legutoljára, részben Greenberg kérésére, részben hogy az első kötetet némileg kibővítse – a klasszikus trilógia első történetét, mely ma A pszichohistorikusok címet viseli.
Az első könyv, amely az Alapítvány címet viselte, 1951-ben jelent meg, benne az újonnan írt bevezető történettel és a négy első novellával. 1952-ben adták ki az Alapítvány és Birodalmat, az ötödik és hatodik novellával, majd 1953-ban a Második Alapítványt, benne a hetedik és nyolcadik résszel. Ez a három könyv képezte az eredeti, klasszikus Alapítvány-trilógiát. Ez a kiadás azonban nem aratott nagy sikert, a Gnome Press ugyanis nem tudta széles körben elterjeszteni, mivel induló, ismeretlen kiadó volt. Később az Ace Books nyomta újra a novellákat, azonban megváltoztatták a címeket és a történeteket is megvágták, a pénzt pedig a Gnome Press kapta. Asimov a trilógia megjelenését követő első évtizedben mindössze körülbelül 1500 dollárt keresett könyveivel.

## A trilógia sikere
1961 elején Timothy Seldes, Asimov szerkesztője a Doubleday-nél elmondta az írónak, hogy megkeresték a kiadót az Alapítvány portugál kiadási joga miatt, ám Asimov vissza akarta utasítani az ajánlatot, mivel már a Gnome Press-től sem kapott értük szinte semmi pénzt. Seldest ez meglepte, és azonnal nekilátott, hogy megszerezze a könyvek jogait a Gnome Press-től a Doubleday számára. Ettől kezdve az Alapítvány könyvek egyre népszerűbbek lettek és egyre több pénzt hoztak a konyhára, és – Asimov szavai szerint – sikeresebbek lettek, mint az összes többi könyve együttvéve.
1966-ban jelölték a Hugo-díjra a legjobb sorozat kategóriában, és Asimov Alapítványa többek között a J. R. R. Tolkien által írt A Gyűrűk Ura elől hozta el a díjat. Ezt a kategóriát – „minden idők legjobb sorozata” – egyébként abban az évben szerepeltették először és – mindeddig – utoljára a Hugo-díj történetében.

## A trilógiát alkotó novellák
- A pszichohistorikusok (1950.; kötet: Alapítvány)
- Az enciklopédisták (1942. május; „Foundation”; kötet: Alapítvány)
- A polgármesterek (1942. június; „Bridle and Saddle”; kötet: Alapítvány)
- A kereskedők (1944. október; „The Wedge”; kötet: Alapítvány)
- A kalmárfejedelmek (1944. augusztus; „The Big and the Little”; kötet: Alapítvány)
- A Generális (1945. április; „Dead Hand”; kötet: Alapítvány és Birodalom)
- Az Öszvér (1945. november–december; „The Mule”; kötet: Alapítvány és Birodalom)
- Az Öszvér keresi a Második Alapítványt (1948. január; „Now You See It…”; kötet: Második Alapítvány)
- Az Alapítvány keresi a Második Alapítványt (1949. november–december, 1950. január; „…And Now You Don’t”; kötet: Második Alapítvány)

## Magyarul
- Alapítvány. Tudományos fantasztikus regény; ford. Baranyi Gyula, életrajz Kuczka Péter, utószó Makkai László; Kozmosz Könyvek, Bp., 1971 (Kozmosz fantasztikus könyvek)
- Alapítvány és Birodalom. Tudományos fantasztikus regény; ford. Baranyi Gyula, életrajz Kuczka Péter, utószó Makkai László; Kozmosz Könyvek, Bp., 1972 (Kozmosz fantasztikus könyvek)
- Második Alapítvány. Tudományos fantasztikus regény; ford. Baranyi Gyula, életrajz Kuczka Péter, utószó Makkai László; Kozmosz Könyvek, Bp., 1973 (Kozmosz fantasztikus könyvek)
- Alapítvány-trilógia / Alapítvány / Alapítvány és birodalom / Második Alapítvány; ford. Sámi László; Gabo, Bp., 2018

## Hatása
1973-ban a BBC Radio 3 egy nyolcrészes rádiójátékban dolgozta fel a klasszikus trilógiát – ez volt az egyik első műsor, melyet a rádió sztereóban sugárzott. 2003 júliusában a BBC 7 újra leadta ezt a rádiójátékot.
1995-ben jelent meg Donald Kingsbury „Historical Crisis” című könyve, mely nem azonos univerzumban játszódik ugyan az Alapítvány történetekkel, mégis nyilvánvaló a hasonlóság a két világ között. Kingsbury a pszichohistória felhasználásával foglalkozik a regényben, figyelembe véve a kor aktuális matematikai és informatikai felfedezéseit, a sci-fi új irányzatainak megfelelően.
A Matt Groening animációs tévésorozatában, a Futuramában látható, oboa-szerű hangszer, az ún. „holophonor” bevallottan azon a hangszeren, a „szonovizor” ötletén alapul, melyen Asimov karaktere, Magnifico az Alapítvány és Birodalomban játszik.